# Le Temps du destin
 (décembre 2023).
Pour plus de détails, voir Fiche technique et Distribution.
Le Temps du destin (A Time of Destiny) est un film américain réalisé par Gregory Nava, sorti en 1988.

## Fiche technique
- Titre original : A Time of Destiny
- Titre français : Le Temps du destin
- Réalisation : Gregory Nava
- Scénario : Gregory Nava et Anna Thomas
- Photographie : James Glennon
- Montage : Betsy Blankett Milicevic
- Musique : Ennio Morricone et Giuseppe Verdi
- Production : Anna Thomas
- Pays d'origine : États-Unis
- Format : Couleurs - 1,85:1 - Mono
- Genre : Drame
- Durée : 118 minutes
- Date de sortie : 1988

## Distribution
- William Hurt : Martin Larraneta
- Timothy Hutton : Jack
- Melissa Leo : Josie Larraneta
- Francisco Rabal : Jorge Larraneta
- Concha Hidalgo : Sebastiana
- Stockard Channing : Margaret
- Megan Follows : Irene
- Frederick Coffin : Ed
- Peter Palmer : le policier
- Kelly Pacheco : la jeune Josie
- Barry Miliefsky : le jeune marin de la Marine.